# فرهادان
فرهادان روستایی است در استان خراسان شمالی ایران.
فرهادان در دهستان سنگر بخش مرکزی شهرستان فاروج شهرستان فاروج قرار گرفته است. جمعیت فرهادان مطابق با سرشماری عمومی نفوس و مسکن سال 1395 برابر با 113 نفر در قالب 36 خانوار است.